# Callithomia rufa
Callithomia rufa är en fjärilsart som beskrevs av Forbes 1942. Callithomia rufa ingår i släktet Callithomia och familjen praktfjärilar. Inga underarter finns listade i Catalogue of Life.